# Girolamo Vitelli
Girolamo Vitelli, né à Santa Croce del Sannio le 27 juillet 1849 et mort à Spotorno le 2 septembre 1935, est un philologue italien, l'un des plus importants d'Italie de la fin du XIXe siècle et du début du XXe siècle. Il fut le maître de plusieurs générations de savants de l'antiquité classique.

## Biographie

### Formation
Il naît à Santa Croce del Sannio (Bénévent) dans une famille de la petite bourgeoisie de tendance libérale, originaire de Cusano Mutri où le jeune garçon passe une partie de son enfance. Le 2 novembre 1863, il est inscrit au lycée classique Victor-Emmanuel de Naples, où il apprend le grec grâce à Domenico Denicotti et Francesco D'Ovidio. Il termine ses études secondaires et gagne le premier prix de latin de tous les lycéens d'Italie, ce qui lui donne l'entrée à l'École normale de Pise. Son transfert en Toscane provoque en lui, jeune homme du Midi, une grande transformation, car il s'applique de plus en plus à la culture toscane.
Vitelli est marqué à l'École normale par la formation reçue d'Alessandro D'Ancona, bien que le jeune homme ne partage pas la forte germanophobie de son professeur. Il bénéficie aussi du magistère de Domenico Comparetti dont les rapports évolueront plus tard de l'amitié au désaccord.

### Enseignement et recherche
Un de ses premiers travaux philologiques date de 1870, lorsqu'il démontre l'inauthenticité définitive des chartes d'Arborea. Après son diplôme obtenu à l'université de Pise, il passe une année de perfectionnement en 1872 à l'école de Curtius et de Ritschl à Leipzig. Il devient ensuite enseignant dans un collège, puis il est nommé en 1874, à l'Institut des Études supérieures de Florence comme tenant de la chaire de grammaire grecque et latine. Il succède à Comparetti à la chaire de littérature grecque de Florence en 1886. En 1897, il fonde la « Società Italiana per la Diffusione e l'Incoraggiamento degli Studi Classici » (Société italienne pour la diffusion et l'encouragement des études classiques), dont l'organe officiel est la revue Atene e Roma (Athènes et Rome), et qui devient en 1950 l'Associazione Italiana di Cultura Classica (AICC). Le 3 septembre 1902, il est éprouvé par le suicide de son fils Camillo, âgé d'à peine vingt-cinq ans, qui se destinait à une brillante carrière de philologue, comme son père, au séminaire de philologie classique de l'université de Göttingen.
Toute sa vie, Vitelli demeure en lien avec ses collègues allemands. Il défend la méthode allemande tout en la critiquant si besoin est. Il travaille intensément sur les manuscrits grecs conservés à la Biblioteca Medicea Laurenziana et publie de nombreuses éditions critiques, notamment sur les auteurs tragiques, dont il acquiert une connaissance approfondie de la langue. Euripide fait l'objet de son attention particulière. Vitelli publie des études sur Iphigénie en Aulide ou sur Électre. Il devient un expert en paléographie grecque, travaillant par exemple sur les signes tachigraphiques. Il oriente ses élèves dans leurs recherches et au recensement des fonds bibliothécaires mineurs de toute l'Italie et de Florence pour faire le catalogue des manuscrits grecs. Il établit la tradition manuscrite d'un mythographe fameux du nom de Paléphate. Vitelli note l'importance du manuscrit de la Biblioteca Riccardiana qui constitue un codex fondamental dans la transmission de la Poétique d'Aristote.
Parmi des éditions critiques particulièrement soignées et précises, l'on peut distinguer son Commentaire sur la physique et son Commentaire à De generatione et corruptione de Jean Philopon. Vitelli s'est intéressé aussi à la publication des œuvres latines de Giordano Bruno.

### Les polémiques
À la fin du XIXe siècle, Vitelli et Ascoli sont considérés à l'étranger comme des philologues majeurs de l'Italie. Vitelli s'engage à une recherche philologique plus méthodique et rigoureuse, ce qui lui vaut des critiques de la part d'universitaires de formation rhétorique comme en premier lieu Fraccaroli: sous prétexte du rejet à un concours universitaire de Nicola Festa, élève de Vitelli, Fraccaroli publie en 1899 un pamphlet intitulé Il metodo critico del prof. Girolamo Vitelli. Dans les années précédant la Première Guerre mondiale, Vitelli est impliqué dans la « guerre des esprits » (Krieg der Geister) qui agite l'Europe cultivée.
Le chauvinisme italien en vient alors à accuser de « trahison » quiconque montre de l'intérêt ou de la propension pour la culture allemande. La polémique contre une telle culture oblige le professeur Vitelli à approfondir son mode de penser surtout sur le plan méthodologique. Ettore Romagnoli dans son Minerva e lo scimmione l'attaque violemment et Vitelli réplique avec son livre Filologia classica... e romantica (1917). Ce livre est une histoire de la philologie classique et revendique l'autonomie et la liberté de la science, face aux diktats nationaux ou politiques. Corrado Barbagallo se fait l'écho de cette polémique dans un ouvrage intitulé Per l'italianità della cultura nostra, en 1918.

### Les papyrus
Au début du XXe siècle, des fouilles menées notamment par Bernard Grenfell et Arthur Hunt mettent au jour de nouveaux papyrus égyptiens. En 1901, Vitelli étudie son premier papyrus florentin qui avait été acquis par l'égyptologue Ernesto Schiaparelli pour le compte de la «Società Italiana per la Diffusione e l'Incoraggiamento degli Studi Classici». En 1908, Vitelli et Orvieto constituent une nouvelle société intitulée «Società italiana per la ricerca dei papiri greci e latini in Egitto» afin de rendre plus systématique la recherche papyrologique florentine et de ne plus permettre que l'Italie demeure en queue de course dans cette nouvelle discipline. La société doit obtenir de nouveaux financements pour procéder à des excavations et des fouilles en Égypte à la recherche de papyrus et inscriptions, ainsi que pour acheter des papyrus aux marchands égyptiens. Elle doit aussi bien évidemment être en mesure de les déchiffrer, les étudier et les publier.
Une nouvelle phase s'ouvre ainsi dans l'existence de Vitelli qui peut développer et mettre à profit son immense connaissance des textes classiques et son sens aigu de discerner quels sont les textes importants et ceux encore inconnus, parmi les papyrus trouvés. Vitelli renonce à l'enseignement plus tard (en 1935) pour se dédier entièrement à ce domaine, sans savoir que ce sont les derniers mois de sa vie. Il compte en attendant sur l'entier soutien de sa collaboratrice Medea Norsa qu'il a formée. Vitelli et Medea Norsa ont publié ensemble de nombreuses éditions de papyrus dont la plupart sont d'une signification fort importante et souvent même extraordinaire. Ce sont aussi bien des textes littéraires que des textes documentaires. Du vivant de Vitelli, ils paraissent et sont commentés dans onze volumes des Papiri della Società Italiana (PSI) qui contiennent entre autres des textes nouveaux de Gaïus, Eschyle, Cratinos, Eupolis, Sophron, Callimaque, Ménandre, Euphorion, etc. Deux publications de papyrus fort importantes par exemple sont le De exilio de Favorinus ou encore le Diegeseis de Callimaque.
En 1928, la « Società Italiana » est dissoute et remplacée par l'Istituto Papirologico, lié à l'université de Florence. Le premier directeur est Vitelli qui assume cette charge jusqu'à la mort. L'Institut est baptisé de son nom après sa mort. C'est donc aujourd'hui l'Istituto Papirologico «Girolamo Vitelli».

### La politique, les dernières années et la mort
De tempérament conservateur et peu enclin à l'activité politique, Vitelli demeure avec une certaine fierté toujours en marge de la vie politicienne. Le roi Victor-Emmanuel le nomme sénateur du royaume, le 3 octobre 1920. À l'avènement du fascisme deux ans plus tard, Vitelli, âgé alors de 73 ans, adopte une attitude détachée et sceptique, mais jamais ouvertement critique, se définissant comme «antidémocratique quand il le veut, mais toujours libéral». En octobre 1934, le serment au régime fasciste devient obligatoire pour l'Académie des Lyncéens, mais il refuse et se tourne désormais vers les étudiants de l'École normale, revendiquant pour soi le fait de ne pas avoir « l'âme fasciste ». Son profil de haut prestige, l'absence de lien avec les forces politiques antifascistes et son désintérêt envers la politique lui valent de continuer à travailler sans problèmes pour les quelques mois qui lui restent à vivre.
Il continue à travailler, mais avec difficulté, grâce notamment à l'assistance de Medea Norsa, son successeur à la direction de l'Institut de papyrologie de Florence). Il avait l'habitude de passer ses étés de villégiature à Cerrione (Biella) près de la maison de son gendre Luigi Schiaparelli, dans une atmosphère tranquille et propice à l'étude. La mort le frappe le 2 septembre 1935, alors qu'il est en vacances à Spotorno (Savone). Il laisse une école florissante: des générations entières d'universitaires et de professeurs de lycée de grec et de latin lui doivent leur formation, comme par exemple Nicola Terzaghi.

## Liste sélective de ses travaux
- (it) Delle carte di Arboréa e delle poesie volgari in esse contenute. Bologne, 1870
- (it) Intorno ad alcuni luoghi della Ifigenia in Aulide di Euripide osservazioni. Florence, 1877
- (la) Aeschyli fabulae cum lectionibus et scholiis codicis Medicei et in Agamemnonem codicis Florentini. Berlin, 1883
- (la) Ioannis Philoponi in Aristotelis physicorum libros tres priores commentaria. Berlin, 1887 (CAG 14,2)
- (la) Ioannis Philoponi in Aristotelis physicorum libros quinque posteriores commentaria. Berlin, 1888 (CAG 17)
- (la) Ioannis Philoponi in Aristotelis libros de generatione et corruptione commentaria. Berlin, 1897 (CAG 17)